# Tom Helmore
Tom Percy Helmore (Londra, 4 gennaio 1904 – Longboat Key, 12 settembre 1995) è stato un attore inglese.

## Biografia
Helmore iniziò la sua attività lavorativa come tirocinante nell'azienda paterna mentre nel tempo libero si dedicava al cinema. Sempre più attivo sul palcoscenico, la sua partecipazione a The Day Before Spring, commedia musicale di Broadway lo condusse direttamente alla carriera hollywoodiana. 
Nel 1958 recitò nel film La donna che visse due volte di Alfred Hitchcock, nel ruolo che lo rese più noto, quello di Gavin Elster, l'imprenditore che incarica "Scottie" Ferguson (James Stewart) di sorvegliare la propria moglie Madeleine. Egli girò ancora numerosi film fino a tutti gli anni '60, nella maggior parte dei quali interpretò il ricco gentiluomo di nobili sentimenti, che tuttavia non ha successo con le donne. 
Dal 1952 lavorò spesso anche in serie televisive americane, tra le quali Alfred Hitchcock presenta, Thriller, Il dottor Kildare e altre.

## Filmografia parziale

### Cinema
- Vinci per me! (The Ring), regia di Alfred Hitchcock (1927)
- The King's Cup, regia di Alan Cobham, Donald Macardle, Herbert Wilcox e Robert Cullen  (1933)
- The Feathered Serpent, regia di Maclean Rogers (1934)
- Virginia's Husband, regia di Maclean Rogers (1934)
- The Riverside Murder, regia di Albert Parker (1935)
- Amore e mistero (Secret Agent), regia di Alfred Hitchcock (1936)
- Luck of the Turf, regia di Randall Faye (1936)
- Easy Riches, regia di Maclean Rogers (1938)
- Mamma non ti sposare (Three Daring Daughters), regia di Fred M. Wilcox (1948)
- La mano deforme (Scene of the Crime), regia di Roy Rowland (1949)
- Malesia (Malaysia), regia di Richard Thorpe (1949)
- L'irresistibile Mr. John (Trouble Along the Way), regia di Michael Curtiz (1953)
- Ancora e sempre (Let's Do It Again), regia di Alexander Hall (1953)
- The Shadow, regia di Charles F. Haas, film TV (1954)
- Il fidanzato di tutte (The Tender Trap), regia di Charles Walters (1955)
- Questa notte o mai (This Could Be the Night), regia di Robert Wise (1957)
- La donna del destino (Designing Woman), regia di Vincente Minnelli (1957)
- La donna che visse due volte (Vertigo), regia di Alfred Hitchcock (1958)
- Il marito latino (Count Your Blessing), regia di Jean Negulesco (1959)
- Imputazione omicidio (The Man in the Net), regia di Michael Curtiz (1959)
- L'uomo che visse nel futuro (The Time Machine), regia di George Pal (1960)
- Tempesta su Washington (Advise & Consent), regia di Otto Preminger (1962)
- Flipper contro i pirati (Flipper's New Adventure), regia di Leon Benson (1964)

### Televisione
- Telephone Time – serie TV, episodi 2x30-2x33 (1957)
- Have Gun - Will Travel – serie TV, episodio 1x13 (1957)
- General Electric Theater – serie TV, episodio 7x14 (1959)
- Thriller – serie TV, episodio 2x01 (1961)
- Il dottor Kildare (Dr. Kildare) – serie TV, episodio 4x11 (1964)

## Doppiatori italiani
- Manlio Busoni in Questa notte o mai, La donna del destino, Imputazione omicidio
- Renato Turi in Malesia, Il fidanzato di tutte
- Giulio Panicali in Ancora e sempre
- Franco Volpi in L'uomo che visse nel futuro
- Gianni Marzocchi in La donna che visse due volte (ridoppiaggio)